# Azizulhasni Awang
Azizulhasni Awang (ur. 5 stycznia 1988 w Dungun) – malezyjski kolarz torowy i szosowy, dwukrotny medalista olimpijski i wielokrotny medalista mistrzostw świata w kolarstwie torowym.

## Kariera
Pierwszy sukces w karierze osiągnął w 2006 roku, kiedy zdobył złoty medal w sprincie podczas igrzysk azjatyckich juniorów w Kuala Lumpur. Podczas igrzysk olimpijskich w Pekinie w 2008 roku zajął ósme miejsce w sprincie indywidualnym, siódme w drużynowym oraz dziesiąte w keirinie. Był również chorążym malezyjskiej reprezentacji. Na rozgrywanych rok później mistrzostwach świata w Pruszkowie wywalczył srebrny medal w sprincie, rozdzielając dwóch Francuzów: Grégory'ego Baugé i Kévina Sireau. Był to pierwszy w historii medal mistrzostw świata dla Malezji w tej konkurencji. Srebrny medal zdobył także w keirinie podczas mistrzostw świata w Kopenhadze w 2010 roku - wyprzedził go tylko Brytyjczyk Chris Hoy. Na igrzyskach olimpijskich w Londynie w 2012 roku był szósty w keirinie i ósmy w sprincie. 
Kolejne medale w keirinie zdobywał na mistrzostwach świata w Paryżu (2015 - brąz), mistrzostwach świata w Londynie (2016 - brąz) i mistrzostwach świata w Hongkongu (2017 - złoto). W międzyczasie zdobył też brązowy medal w keirinie podczas igrzysk olimpijskich w Rio de Janeiro, gdzie lepsi byli tylko Brytyjczyk Jason Kenny i Matthijs Büchli z Holandii. Następnie zajmował trzecie miejsce w sprincie i keirinie podczas mistrzostw świata w Berlinie w 2020 roku.
Brał również udział w igrzyskach olimpijskich w Tokio, zdobywając srebrny medal w keirinie. Rozdzielił tam na podium Jasona Kenny'ego i Holendra Harriego Lavreysena. Wystartował również w sprincie indywidualnym, który ukończył na dziesiątej pozycji.
W swej karierze czterokrotnie zdobył medal igrzysk azjatyckich, w 2010 i 2018 roku.